# Николаева, Лидия Александровна
Лидия Александровна Николаева (24 декабря 1923, Псков — 21 декабря 2005) — юрист, специалист по советскому и российскому административному праву и проблемам публичного управления; выпускница Ленинградского юридического института (1947), доктор юридических наук с диссертацией об обеспечении законности в советском государстве (1973); профессор и заместитель декана юридического факультета ЛГУ; глава лаборатории по проблемам прокурорского надзора и укрепления законности; почетный работник высшего профессионального образования России и заслуженный деятель науки РФ.

## Биография
Лидия Николаева родилась 24 декабря 1923 года в городе Псков; в 1947 году она стала выпускницей Ленинградского юридического института имени М. И. Калинина. Через три года, в 1950, она окончила аспирантуру юридического факультета (очная форма) и на следующий год защитила кандидатскую диссертацию по теме «Общий надзор прокуратуры в советском государственном управлении» — стала кандидатом юридических наук. В 1951 году начала преподавать на юрфаке Ленинградского государственного университета (ЛГУ).
В период с 1952 по 1968 год Николаева являлась заместителем декана юридического факультета ЛГУ, а в 1967—1977 годах она состояла руководителем лаборатории ЛГУ, занимавшейся проблемами прокурорского надзора и укрепления законности. В 1973 году успешно защитила докторскую диссертацию по теме «Теоретические и практические проблемы обеспечения законности в советском государственном управлении органами прокуратуры и суда» — стала доктором юридических наук. Уже в России, в период с 1997 по 1999 год, она входила в состав экспертного совета, действовавшего при комитете по безопасности Государственной думы РФ; являлась помощником председателя подкомитета по информационной безопасности. Скончалась 21 декабря 2005 года (по другим данным, умерла 20 декабря 2005).

## Работы
Лидия Николаева являлась автором и соавтором более 130 научных работ, включая одиннадцать монографий и пять учебных пособий; специализировалась на вопросах публичного управления и проблемах административного права; писала на тему обеспечения законности и правопорядка, а также — об информационной безопасности:
- «Судебный надзор за законностью в управлении» (1973);
- «Общий надзор прокуратуры в государственном управлении» (1979);
- «Административное судопроизводство в России: проблемы теории и практики разрешения публично-правовых споров» (2002).